# Prodasineura fujianensis
Prodasineura fujianensis – gatunek ważki z rodziny pióronogowatych (Platycnemididae). Występuje we wschodnich i środkowych Chinach – stwierdzony w prowincjach Fujian, Jiangxi i mieście wydzielonym Chongqing.